# Шарансје
Шарансје (фр. Charancieu) насеље је и општина у источној Француској у региону Рона-Алпи, у департману Изер која припада префектури Ла Тур ди Пен.
По подацима из 2011. године у општини је живело 719 становника, а густина насељености је износила 130,02 становника/km². Општина се простире на површини од 5,53 km². Налази се на средњој надморској висини од 406 метара (максималној 615 m, а минималној 386 m).

## Демографија
| 1962. | 1968. | 1975. | 1982. | 1990. | 1999. | 2011. |
| ----- | ----- | ----- | ----- | ----- | ----- | ----- |
| 267   | 268   | 289   | 407   | 521   | 563   | 719   |

График промене броја становника у току последњих година